# La Laitière de Bordeaux
La Laitière de Bordeaux, (en espagnol : La lechera de Burdeos) est un tableau néoclassique peint par Francisco de Goya en 1827, pendant son exil à Bordeaux, un an avant sa mort. 

## Présentation
La Laitière de Bordeaux, a été peinte au début du néoclassicisme, qui marquait les dernières œuvres de Goya, de tendances libérales. Le voyage de Goya en France était dû à la restauration de la monarchie absolutiste espagnole de Ferdinand VII d'Espagne en 1823 après le triennat libéral. L'œuvre est peinte dans des tons doux et lumineux, et le peintre a pris comme modèle une laitière française typique du dix-neuvième siècle. Le tableau, indépendant de toute règle picturale existant jusqu’alors, fait que Goya est considéré comme le père du romantisme en peinture.

## Provenance
Juan Bautista Muguiro l'achète à Leocadia Zorrilla en 1830. Tout comme Portrait de Juan Bautista Muguiro, l'œuvre reste ensuite dans le giron familial jusqu'à ce que Juan Bautista Muguiro Beruete, deuxième comte de Muguiro et petit-neveu du premier cité, le lègue à sa mort au musée du Prado (la clause testamentaire ne sera finalement effective qu'en 1945, à la mort de son frère Fermín, troisième comte de Muguiro et usufruitier des deux tableaux), où elle est actuellement conservée,.